# Beer Péter
Beer Péter (Nový Bydžov, Cseh Királyság, 1758. február 19. – Prága, 1838. november 10.) cseh pedagógus.

## Pályafutása
Gyermekkorában egyidejűleg Talmudot és latin nyelvet tanult s mindkét tanulmányi ágat folytatta Prágában, majd Pozsonyban és Bécsben, ahol II. József császár ediktuma következtében az egyetemet is látogathatta. Bécsben magántanító volt és a keresztény pedagógusok között is több jóbarátot szerzett. 1785-ben meghívták Nagymartonba, ahol mint német tanító működött 1815-ig és így ő volt az első Magyarországon, aki mint szakképzett világi pedagógus nyert alkalmazást zsidó iskolában. Később Prágába hívták meg az ottani zsidó főiskola etika, történelem, földrajz és a természettudományok előadójául. Ezt az állást általános nagyrabecsüléstől övezve töltötte be élete nyolcvanadik évéig. Az osztrák zsidók művelődésében való jelentékeny részét általánosan elismerik. Nemzedékek nőttek fel keze alatt s tanítványai a zsidó ismeretek mellett nagy világi műveltségre tettek szert. Művei: Toldosz Iszráel (Prága, 1796), mely egyik legrégibb formája a későbbi zsidó-történelmi tankönyveknek; Dasz Iszráel (1808), bevezetés a hit- és erkölcstanba; Das Judentum oder die Grundsatze der jüdischen Religion nach Maimonides (Prága, 2. kötet); Geschichten, Lehren und Meinungen aller religiösen Sekten der Juden (Brünn, 1827), amely Ausztrián kívül is azonnal elterjedt és nagyon népszerű volt a keresztény körökben is; Das Handwörterbuch der deutschen Sprache (Bécs, 1827. 2 kötet); Ceremonialgesetz der Juden (Prága, 1818); Leben und Wirken der R. Moses Maimonides (Prága, 1834); Selbstbiographie (Prága, 1838); Reminiszenzen (Prága, 1835); Über Literatur der Israeliten in dem oesterr. Kaiserstaate im letzten Dezennio des 18. Jahrhunderts. (Sulamith folyóirat 2. évf. 1. kötetében és folytatása az Annalen der Litteratur und Kunst in dem oesterr. Kaiserstaate IV. (1805) évf.-ban jelent meg.) Ezeken kívül több tankönyvet írt 1808-1836. között. Beer élete szakadatlan harc volt az elfogultság és fanatizmus ellen, s míg állami részről kitüntetésekben és elismerésekben részesült, hitsorsosai nem méltányolták eléggé nagyszerű tevékenységét.